# Ngadi Chuli
De Ngadi Chuli (ook bekend als Peak 29 of Dakura) is de op negentien na hoogste berg op aarde, gelegen in het Gurkamassief in het Nepalese deel van de Himalaya. Het is na de Manaslu en de Himalchuli de hoogste berg van dat massief.

## Beklimmingen
Vermoedelijk werd de Ngadi Chuli bedwongen door een Japanse expeditie met Hiroshi Watanabe en Lhaksa Tsering in 1970. De twee verdwenen een aantal uur uit het zicht vlak bij de top. Na terug in het zicht te komen, maakten zij een dramatische val. Hun lichamen werden nadien gevonden maar het fotomateriaal was belicht en er was geen definitief bewijs van de beklimming. 
De eerste bevestigde beklimming gebeurde door een Pools team met Ryszard Gajewski en Maciej Pawlikowski op 8 mei 1979.